# Bolboschoenus medianus
Bolboschoenus medianus là một loài thực vật có hoa trong họ Cói. Loài này được (V.J.Cook) Soják mô tả khoa học đầu tiên năm 1972.